# Sobre el amor y sus efectos secundarios
Sobre El Amor Y Sus Efectos Secundarios es el nombre del primer álbum de estudio de la banda colombiana Morat que se publicó el 17 de junio de 2016.

## Contenido
"Sobre el Amor y sus efectos secundarios" es un disco muy homogéneo, pero con una variedad que enriquece sin perder el sello del grupo; esos “detalles” que a ellos tanto les entusiasman se suceden de forma natural. Porque su música está impregnada de raíz colombiana, pero tratada de forma muy global. Por eso el resultado es tremendamente fresco y apetece oír cada una de sus canciones. Las letras son estudiadas y trabajadas, con alusiones a García Márquez y a Neruda. El libreto del álbum viene con “instrucciones de uso” -a lo Cortázar- y poemas del cuarteto -, “son canciones que no salieron”. Un disco que relata, paso a paso y en orden, todas las facetas de una relación romántica en decadencia. El álbum ya certifica el Disco de Oro en España.

## Historia
El 17 de febrero de 2015, Morat se dio a conocer mundialmente, lanzando dos sencillos, siendo el primero "Mi nuevo vicio" en colaboración con Paulina Rubio, con el que Morat consiguió Disco de Platino Digital, un número 1 de Ventas Digitales en España, y un número 1 en Air Play en México, y el segundo, "Cuánto me duele", con un lyric-video, y el 21 de abril del mismo año, se lanzó el videoclip de la canción. El 13 de noviembre de 2015, Morat lanza su tercer sencillo, "Cómo te atreves", que alcanzó el número 1 en iTunes y les llevó a la fama en España. El 17 de junio de 2016 se lanzó el álbum, y ese mismo día lanzaron "Del estadio al cielo", canción no incluida en el álbum, y hecha para la Eurocopa 2016. El 24 de febrero de 2017, Morat lanzó "Amor con hielo", su quinto sencillo y su primer sencillo después de la salida de Alejandro Posada y la entrada de Martín Vargas. El 16 de junio de 2017, Morat lanzó "Yo contigo, tú conmigo", en colaboración con Álvaro Soler, para la película Gru 3, mi villano favorito.
Este álbum debut de Morat logró situarse en lo más alto de las listas de numerosos países de habla hispana, entre ellos Colombia, México y España. Además, la banda fue nominada en la gala de los Premios Grammy Latinos celebrados en noviembre de 2016, en la categoría de Mejor artista nuevo, aunque finalmente el galardón se lo llevaría su compatriota Manuel Medrano.

## Lista de canciones

### Primera edición
Es la primera edición del álbum, lanzada el 17 de junio de 2016, con 11 canciones y un bonustrack.
| N.º | Título                                 | Escritor(es)                                                                            | Productor(es)  | Duración |  |
| 1.  | «Mi nuevo vicio»                       | Juan Pablo Isaza, Juan Pablo Villamil, Simón Vargas, Alejandro Posada, Mauricio Rengifo | Rengifo        | 3:57     |  |
| 2.  | «En un solo día»                       | Wason Brazoban                                                                          | Isaza          | 3:22     |  |
| 3.  | «Aprender a quererte»                  | Isaza, Villamil, Posada, Vargas, Pedro Malaver, Rengifo                                 | Isaza          | 3:49     |  |
| 4.  | «Yo más te adoro»                      | Isaza, Vargas, Malaver                                                                  | Isaza          | 3:22     |  |
| 5.  | «Di que no te vas»                     | Isaza, Villamil, Vargas, Posada, Rengifo                                                | Rengifo        | 3:58     |  |
| 6.  | «Cómo te atreves»                      | Isaza, Villamil, Rengifo                                                                | Isaza          | 4:00     |  |
| 7.  | «Una vez más»                          | Isaza, Rengifo, Malaver                                                                 | Rengifo        | 4:01     |  |
| 8.  | «Mil tormentas (con Cali y El Dandee)» | Isaza, Villamil, Posada, Vargas, Mauricio Rengifo, Alejandro Rengifo                    | Rengifo        | 3:53     |  |
| 9.  | «Ahora que no puedo hablar»            | Isaza, Villamil, Mauricio Rengifo                                                       | Isaza          | 4:24     |  |
| 10. | «Cuánto me duele»                      | Isaza, Villamil, Rengifo                                                                | Rengifo        | 3:50     |  |
| 11. | «Ya no estás tú»                       | Isaza, Villamil                                                                         | Rengifo, Isaza | 3:19     |  |
| 12. | «Mi nuevo vicio (con Paulina Rubio)»   | Isaza, Villamil, Vargas, Posada, Rengifo                                                | Rengifo        | 4:02     |  |

### Segunda edición
La segunda edición se lanzó el 7 de abril de 2017, e incluye las 11 canciones principales más 3 nuevas canciones y un bonustrack.
| N.º | Título                                 | Escritor(es)                                                                                                  | Productor(es)   | Duración |  |
| 1.  | «Mi nuevo vicio»                       | Isaza, Villamil, Vargas, Posada, Rengifo                                                                      | Rengifo         | 3:57     |  |
| 2.  | «En un solo día»                       | Wason Brazoban                                                                                                | Isaza           | 3:22     |  |
| 3.  | «Aprender a quererte»                  | Isaza, Villamil, Posada, Vargas, Malaver, Rengifo                                                             | Isaza           | 3:49     |  |
| 4.  | «Yo más te adoro»                      | Isaza, Vargas, Malaver                                                                                        | Isaza           | 3:22     |  |
| 5.  | «Di que no te vas»                     | Isaza, Villamil, Vargas, Posada, Rengifo                                                                      | Rengifo         | 3:58     |  |
| 6.  | «Ladrona»                              | Isaza, Villamil, Simón Vargas, Martín Vargas                                                                  | Isaza           | 4:16     |  |
| 7.  | «Cómo te atreves»                      | Isaza, Villamil, Rengifo                                                                                      | Isaza           | 4:00     |  |
| 8.  | «Una vez más»                          | Isaza, Rengifo, Malaver                                                                                       | Rengifo         | 4:01     |  |
| 9.  | «Mil tormentas (con Cali y El Dandee)» | Isaza, Villamil, Posada, Vargas, Mauricio Rengifo, Alejandro Rengifo                                          | Rengifo         | 3:53     |  |
| 10. | «Ahora que no puedo hablar»            | Isaza, Villamil, Mauricio Rengifo                                                                             | Isaza           | 4:24     |  |
| 11. | «Amor con hielo»                       | Isaza, Villamil, Simón Vargas, Mauricio Rengifo, Andrés Torres, Alba Reig y Sonia Gómez (de Sweet California) | Rengifo, Torres | 3:23     |  |
| 12. | «Cuánto me duele»                      | Isaza, Villamil, Rengifo                                                                                      | Rengifo         | 3:50     |  |
| 13. | «Ya no estás tú»                       | Isaza, Villamil                                                                                               | Rengifo, Isaza  | 3:19     |  |
| 14. | «La última vez»                        | Isaza, Villamil, Simón Vargas, Rengifo, Torres                                                                | Rengifo, Torres | 3:38     |  |
| 15. | «Mi nuevo vicio (con Paulina Rubio)»   | Isaza, Villamil, Vargas, Posada, Rengifo                                                                      | Rengifo         | 4:02     |  |

### Edición especial: 'Sobre el Desamor y sus efectos secundarios y unas cuantas cosas más...'
La edición especial fue lanzada el 23 de junio de 2017, la cual conserva las 14 canciones principales del álbum, el bonustrack principal y 4 nuevos bonustracks.
| N.º | Título | Escritor(es)                                                                                                  | Productor(es)                     | Duración |  |
| 1.  | «Mi nuevo vicio» | Isaza, Villamil, Vargas, Posada, Rengifo                                                                      | Rengifo                           | 3:57     |  |
| 2.  | «En un solo día» | Wason Brazoban                                                                                                | Isaza                             | 3:22     |  |
| 3.  | «Aprender a quererte»                                                                                                   | Isaza, Villamil, Posada, Vargas, Malaver, Rengifo                                                             | Isaza                             | 3:49     |  |
| 4.  | «Yo más te adoro» | Isaza, Vargas, Malaver                                                                                        | Isaza                             | 3:22     |  |
| 5.  | «Di que no te vas» | Isaza, Villamil, Vargas, Posada, Rengifo                                                                      | Rengifo                           | 3:58     |  |
| 6.  | «Ladrona» | Isaza, Villamil, Simón Vargas, Martín Vargas                                                                  | Isaza                             | 4:16     |  |
| 7.  | «Cómo te atreves» | Isaza, Villamil, Rengifo                                                                                      | Isaza                             | 4:00     |  |
| 8.  | «Una vez más» | Isaza, Rengifo, Malaver                                                                                       | Rengifo                           | 4:01     |  |
| 9.  | «Mil tormentas (con Cali y El Dandee)»                                                                                  | Isaza, Villamil, Posada, Vargas, Mauricio Rengifo, Alejandro Rengifo                                          | Rengifo                           | 3:53     |  |
| 10. | «Ahora que no puedo hablar»                                                                                             | Isaza, Villamil, Mauricio Rengifo                                                                             | Isaza                             | 4:24     |  |
| 11. | «Amor con hielo» | Isaza, Villamil, Simón Vargas, Mauricio Rengifo, Andrés Torres, Alba Reig y Sonia Gómez (de Sweet California) | Rengifo, Torres                   | 3:23     |  |
| 12. | «Cuánto me duele» | Isaza, Villamil, Rengifo                                                                                      | Rengifo                           | 3:50     |  |
| 13. | «Ya no estás tú» | Isaza, Villamil                                                                                               | Rengifo, Isaza                    | 3:19     |  |
| 14. | «La última vez» | Isaza, Villamil, Simón Vargas, Rengifo, Torres                                                                | Rengifo, Torres                   | 3:38     |  |
| 15. | «Del estadio al cielo»                                                                                                  | Isaza, Villamil, Simón Vargas, Posada, Malaver                                                                | Isaza                             | 3:54     |  |
| 16. | «Eres tú» | Juan Carlos Calderón                                                                                          | Isaza                             | 3:25     |  |
| 17. | «Mi nuevo vicio (con Paulina Rubio)»                                                                                    | Isaza, Villamil, Vargas, Posada, Rengifo                                                                      | Rengifo                           | 4:02     |  |
| 18. | «Yo contigo, tú conmigo (The Gong Gong Song) - (con Álvaro Soler) - (Tema de la película "Gru 3, mi villano favorito")» | Álvaro Soler, Simon Triebel, Alexander Zuckowski, Villamil, Isaza, M. Vargas, S. Vargas                       | Triebel, Zuckowski, David Jürgens | 2:57     |  |
| 19. | «Cómo te atreves (versión acústica)»                                                                                    | Isaza, Villamil, Rengifo                                                                                      | Isaza                             | 3:51     |  |